# 鄧玄挺
邓玄挺（？—689年5月21日），唐朝官员，雍州蓝田县（今陕西省蓝田县）人。
邓玄挺年轻时善于写文章，担任左史。因为和上官仪友善，出为顿丘县令。有政绩，皇帝下玺书慰问。改任中书舍人。他秉性精干，机敏过人，每有嘲谑，朝廷传为话柄。武则天临朝，邓玄挺担任吏部侍郎，不称职，被时议所鄙薄。他患有消渴之病，选人说他是“邓渴”，作为榜文贴在路上。唐朝建立以来，掌管选官的失当，没有像邓玄挺这样的。于是贬为澧州刺史。在澧州以政绩知名，担任晋州刺史，召拜麟台少监，再次出任天官侍郎（吏部侍郎），失误比以前还厉害。邓玄挺之女为道王李元庆之子李諲之妻，又与蒋王李恽之子李炜相亲善。李諲计划到房陵迎唐中宗复位，问过邓玄挺。李炜对他说：“想要作紧急计划如何？”邓玄挺虽不应答，也不告发。永昌元年（689年）获罪，下狱而死。有文集。